# Magnolia bidoupensis
Espèce

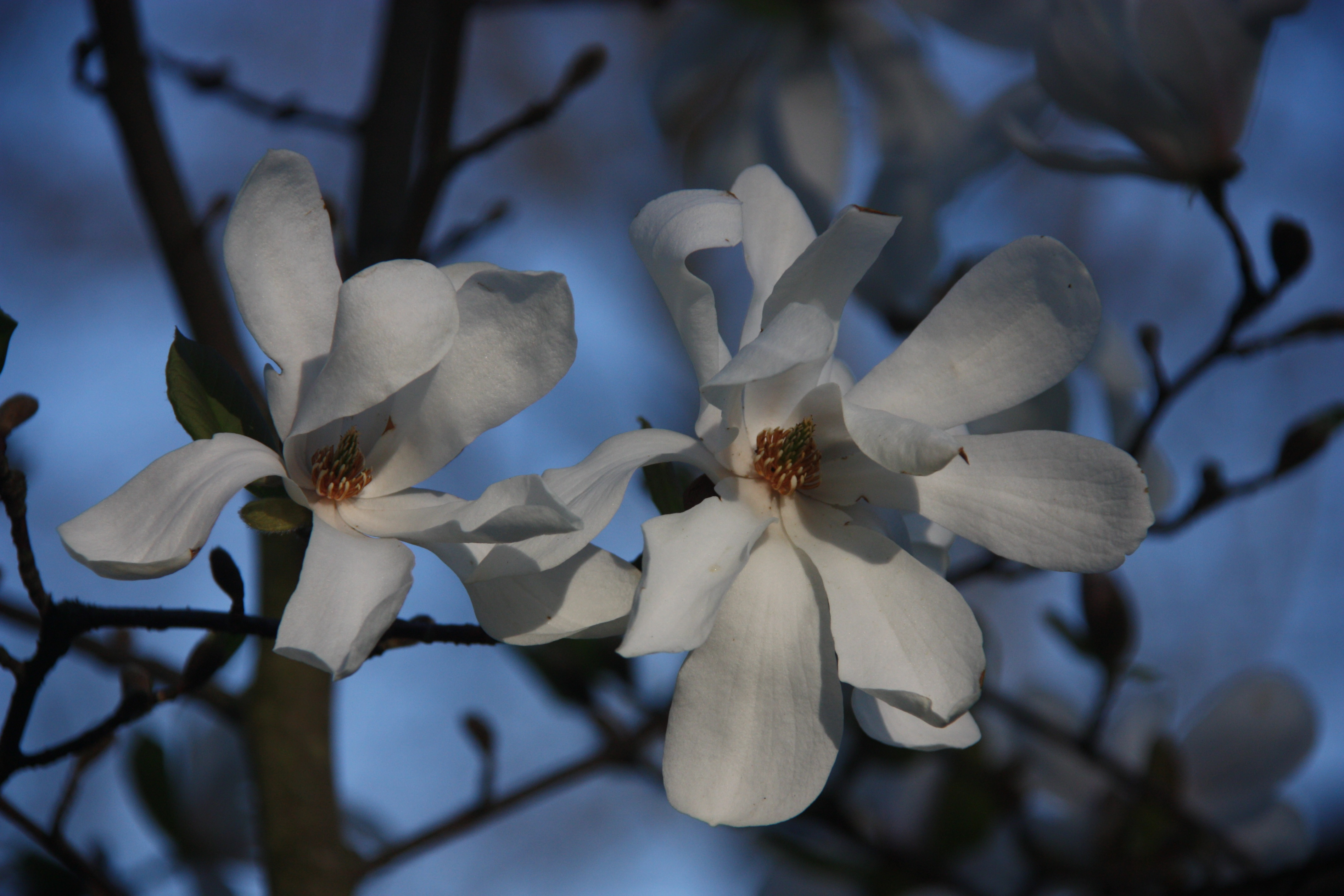
Magnolia bidoupensis

Magnolia bidoupensis est une espèce de plantes à fleurs de la famille des Magnoliaceae. 'arbre trouvé au Viêt Nam.

## Description
C'est un arbre.

## Répartition et habitat
L'espèce est trouvée au Viêt Nam.
Elle pousse en milieu subtropical.